# Pałac Kultury Zagłębia
Pałac Kultury Zagłębia (pierwotnie Dom Kultury Zagłębia, od 1992 roku Dąbrowski Pałac Kultury) – budynek użyteczności publicznej wybudowany w latach 1951-1958 według projektu Zbigniewa Rzepeckiego w Dąbrowie Górniczej, wpisany do rejestru zabytków nieruchomych województwa śląskiego (nr rej. A/690/2020).

## Historia
Koncepcja budowy Pałacu Kultury Zagłębia zrodziła się w 1945 roku. Pomysłodawcą i inicjatorem był wojewoda śląsko-dąbrowski, ówczesny wicepremier, generał Aleksander Zawadzki. Cztery lata później, w roku 1949 powołano Komitet Budowy Domu Kultury na czele którego stanął przewodniczący Marian Kuzior. Projekt budynku został opracowany przez polskiego architekta – Zbigniewa Rzepeckiego. Budowę rozpoczęto w maju 1951 roku. Generalnym wykonawcą zostało Zjednoczenie Budownictwa Miejskiego w Sosnowcu. Po siedmioletnim etapie budowy, 11 stycznia 1958 roku nastąpiło oficjalne otwarcie Domu Kultury Zagłębia. Pierwszym administratorem gmachu został Wydział Kultury Prezydium Wojewódzkiej Rady Narodowej w Katowicach, który na stanowisko dyrektora mianował Karola Ścieżkę – wieloletniego działacza kulturalnego.
Na przestrzeni lat instytucja wielokrotnie zmieniała swoją nazwę (w 1964 r. na Pałac Kultury Zagłębia, a w 1992 r. na Dąbrowski Pałac Kultury). Choć mianowano ją Domem Kultury Zagłębia, już od pierwszych chwil, gdy na plac budowy przywieziono strzegomskie marmury, wśród społeczności słychać było: „Oto pałac nam budują, prawdziwy pałac!” – zakorzeniając się w miejscowej kulturze.
Od 1958 r. w budynku mieściła się centralna siedziba Miejskiej Biblioteki Publicznej – jednej z najstarszych placówek kulturalnych Zagłębia Dąbrowskiego. Jej losy były nierozerwalnie związane z pałacem do października 2006 r.
15 września 1972 r. otwarto Galerię Plastyki Pałacu Kultury Zagłębia, która stworzyła warunki do eksponowania wystaw z dziedziny plastyki i fotografii. Galeria stała się miejscem ożywionych kontaktów społeczności lokalnej ze środowiskami twórczymi oraz miejscem edukacji plastycznej.
22 listopada 1979 r. Pałac Kultury Zagłębia, jako pierwszy tego typu obiekt w Polsce, został wpisany do rejestru zabytków województwa katowickiego pod numerem A/1240/79 (przeniesiony do rejestru zabytków województwa śląskiego pod numerem A/690/2020 z 26 sierpnia 2020 r.).
W 2004 r. instytucja rozszerzyła swoją działalność powołując do życia Zagłębiowską Scenę Muzyczną oraz Orkiestrę Kameralną Zagłębia Dąbrowskiego. W drodze przesłuchań przeprowadzonych przez dyrygenta Tadeusza Mazurka wyłoniono skład muzyków instrumentalistów do grania spektakli muzycznych oraz koncertów. Zagłębiowska Scena Muzyczna działała do 2007 r.
24 lutego 2006 r. do użytku oddano odrestaurowaną Salę teatralną.
6 października 2007 r. o godz. 14.00 nastąpiło otwarcie Kina KADR. Pierwsi widzowie obejrzeli projekcję filmu „Ryś” w reżyserii Stanisława Tyma. Od 1 marca 2008 r. Kino KADR należy do Sieci Kin Studyjny i Lokalnych, a od 21 listopada 2013 r. także do Sieci Polskich Kin Cyfrowych. Obecnie jest jedynym kinem o charakterze edukacyjnym i niekomercyjnym w Dąbrowie Górniczej.
Od 2022 r. dyrektorem Pałacu Kultury Zagłębia jest Grzegorz Drygała.
W latach 2011–2014 budynek PKZ przeszedł remont generalny, na czas którego instytucja przeniosła swoją działalność do siedziby tymczasowej, mieszczącej się w obiekcie dawnej Szkoły Muzycznej przy ul. Wojska Polskiego. 11 października 2014 r. nastąpiło oficjalne otwarcie placówki po remoncie.

## Architektura

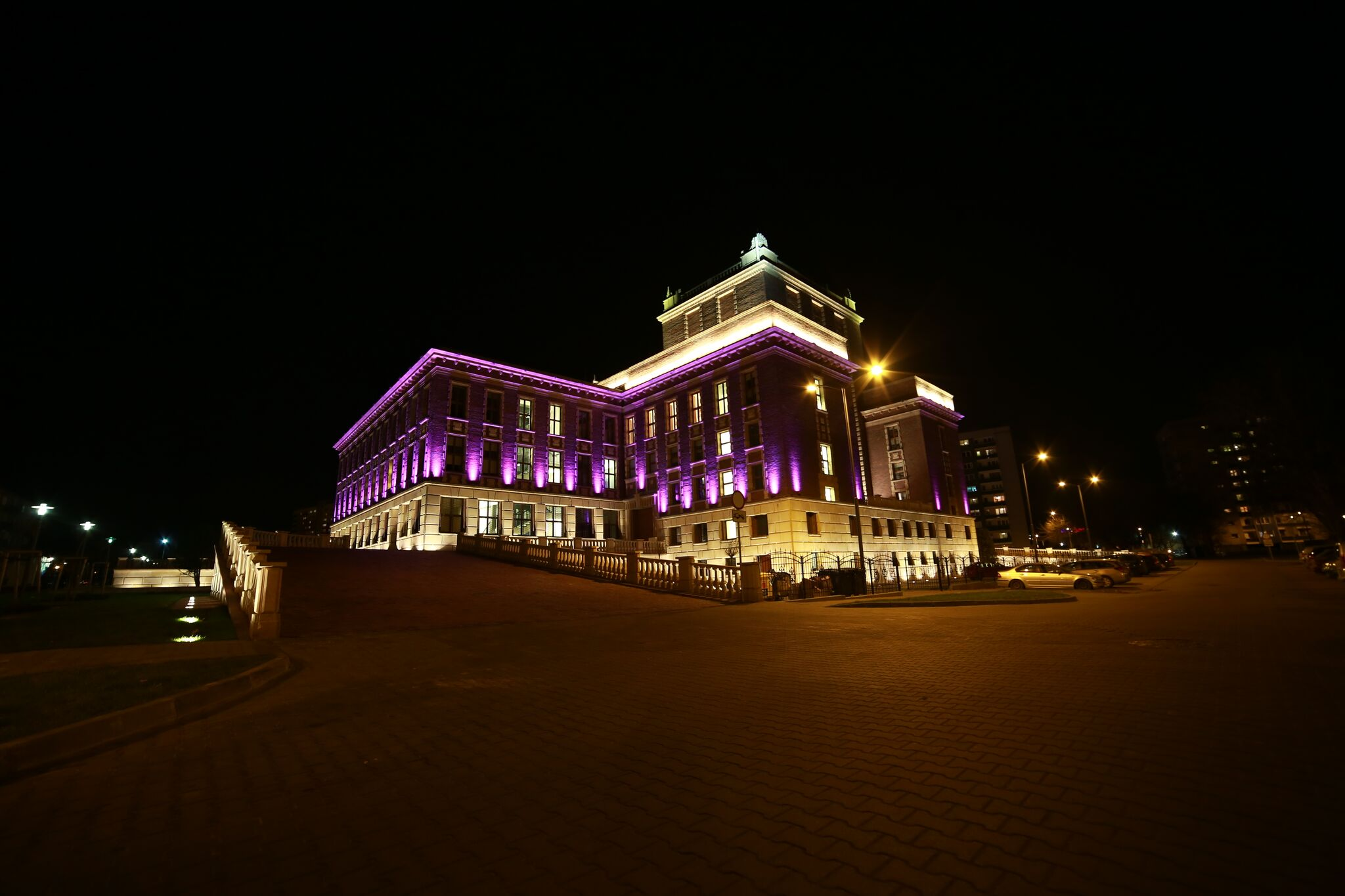
Pałac Kultury Zagłębia nocą

Powstały w latach 1951-1958, według projektu Zbigniewa Rzepeckiego, Pałac Kultury Zagłębia stanowi monumentalny przykład stylu socrealistycznego. Bogata ornamentyka, marmurowe wykończenia, przestronne hole z masywnymi filarami, majolikowe (z ręcznie malowanymi kaflami) pokrycia ścian, zabytkowa drewniana boazeria i pokaźne tafle luster – czynią z obiektu perłę architektoniczną minionej epoki.
Znajdujący się w ścisłym centrum miasta trzykondygnacyjny, odznaczający się zachowaniem symetrii budynek na wysokich piwnicach, z elewacją z czerwonej cegły i piaskowca, z centralizowaną wieżą zdobioną attykami i z poddaszem w kształcie korony – działa nieprzerwanie już od blisko 60 lat, stanowiąc serce kulturalnego życia Dąbrowy Górniczej.
Kubatura obiektu wynosi 38 000 m². Z 10 600 m² powierzchni użytkowej 1900 m² przypada na majestatyczne hole.
W budynku mieści się spełniająca najwyższe normy bezpieczeństwa Sala Teatralna, wyposażona w 588 miejsc dla widowni (parter – 464 miejsca, balkon I – 124 miejsca), scenę obrotową o średnicy 11 m, trzypoziomowy mechanicznie podnoszony orkiestron, liczne kieszenie sceniczne oraz nowoczesny sprzęt oświetleniowy i nagłaśniający. Obiekt dysponuje:
- Piwnicą Teatralną (90 miejsc w układzie teatralnym)
- Pałac Kultury Zagłębia - hol I piętro Salą Konferencyjną I (100 miejsc)
- Salą Konferencyjną II (50 miejsc)

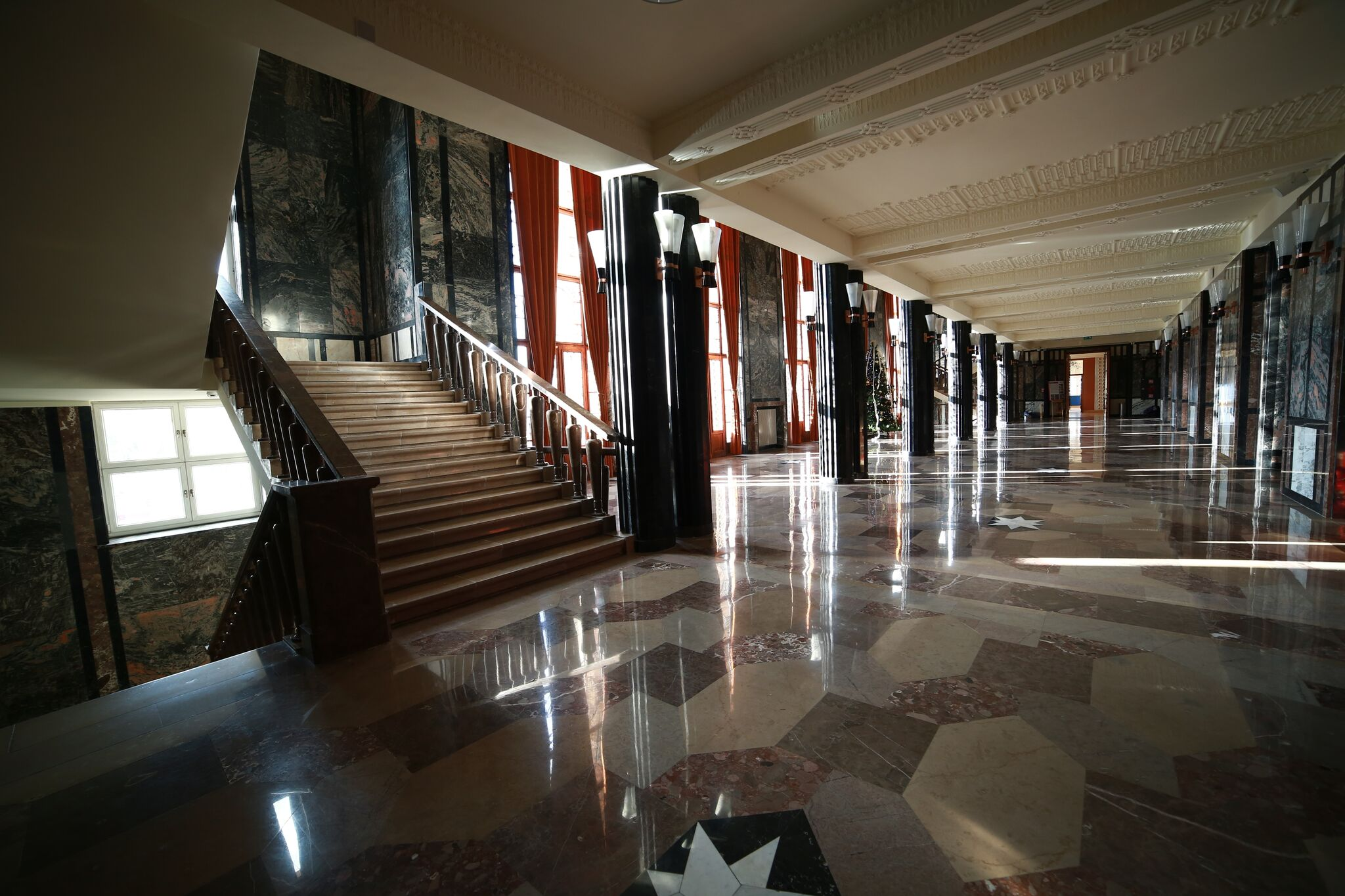
Pałac Kultury Zagłębia - hol I piętro

- Salą Agorą – typową salą bankietową, bezpośrednio połączoną z zapleczem cateringowym (150 miejsc)
- Salą Kameralną im. Michała Spisaka – wyposażoną w fortepian (100 miejsc)
- Salą Kinową – z pełnym zapleczem multimedialnym (88 miejsc)
- Salą taneczną i Salą baletową
- Galerią Sztuki
- Kawiarnią

W placówce mieści się również reprezentacyjna Sala Ślubów.
W latach 2011–2014 Pałac Kultury Zagłębia przeszedł generalny remont, dzięki któremu udało się pozyskać funkcjonalne powierzchnie użytkowe, w tym miejsce na: studio nagrań, salę prób, czy pracownię plastyczną.

## Działalność kulturalna

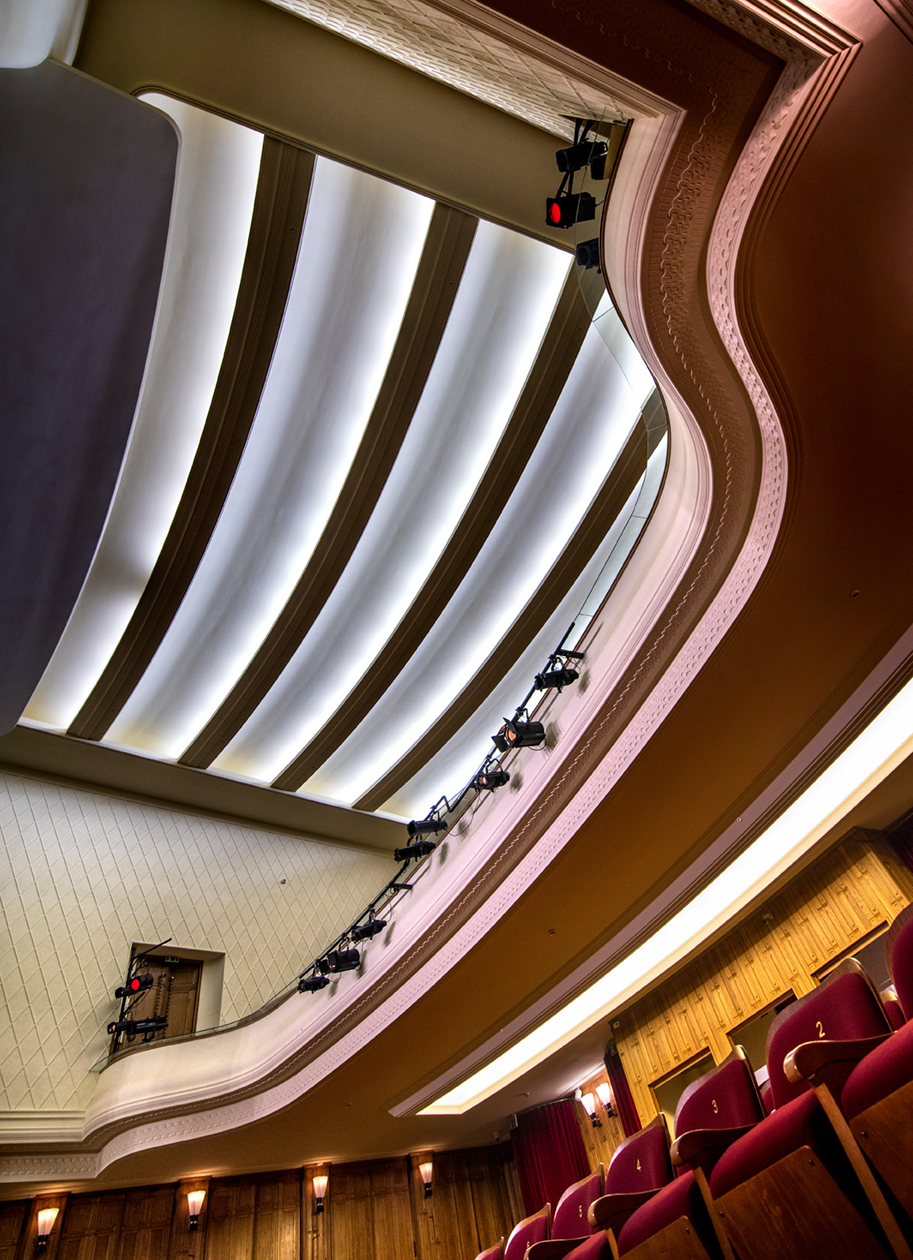
Pałac Kultury Zagłębia - Sala teatralna

Misją Pałacu Kultury Zagłębia, wypełnianą od blisko 60 lat, jest zaspokajanie zbiorowych i indywidualnych potrzeb mieszkańców Dąbrowy Górniczej i regionu w zakresie szeroko pojętej kultury. Zgodnie ze statutem, działalność instytucji obejmuje m.in.: edukację kulturalną i wychowanie przez sztukę, stwarzanie warunków dla rozwoju amatorskiego ruchu artystycznego, folkloru oraz rękodzieła ludowego i artystycznego, organizację wystaw, koncertów, spektakli teatralnych i odczytów. W zakresie obowiązków samorządowej instytucji kultury znajduje się również: działalność wydawnicza, prowadzenie kółek artystycznych, zajęć wspierających amatorski ruch artystyczny, działalność w zakresie kinematografii czy produkcja wydarzeń artystycznych. Jednym z głównych celów niezmiennie pozostaje edukacja dzieci i młodzieży prowadzona w pałacu przez Dział Edukacji Artystycznej, Kino „KADR”. Pracownię plastyczną PKZ, Galerię Sztuki PKZ oraz w placówkach wchodzących w strukturę instytucji: w PKZ Domu Kultury Ząbkowice, Klubach Osiedlowych i Świetlicach Środowiskowych.
Pałac Kultury Zagłębia to ważne miejsce na kulturalnej mapie województwa śląskiego. W jego zabytkowych progach odbywają się występy artystyczne, spektakle teatralne, operetki, koncerty, występy kabaretowe, wystawy, a także zajęcia dla dzieci, młodzieży, dorosłych i seniorów.
Instytucja organizuje wiele cyklicznych wydarzeń kulturalnych, m.in.: DeBeŚciaK czyli Dąbrowska Ściema Kabaretowa, Dni Dąbrowy Górniczej, Międzynarodowy Festiwal Orkiestr Dętych, Międzykulturowy Festiwal Folklorystyczny "Zagłębie i Sąsiedzi", Ogólnopolski Konkurs malarsko-poetycki "Siedem grzechów głównych". Na arenie międzynarodowej znana jest za sprawą Międzynarodowego Konkursu Muzycznego im. Michała Spisaka dla adeptów sztuki instrumentalnej młodego pokolenia.
Z Pałacem Kultury Zagłębia związani byli m.in. wokalista muzyki pop i country Mariusz Kalaga oraz poeta i dramaturg Leszek Wierzchowski.
Działalność w Pałacu
- Sekcje Edukacji Artystycznej (taniec, plastyka, rękodzieło, muzyka, rekreacja)

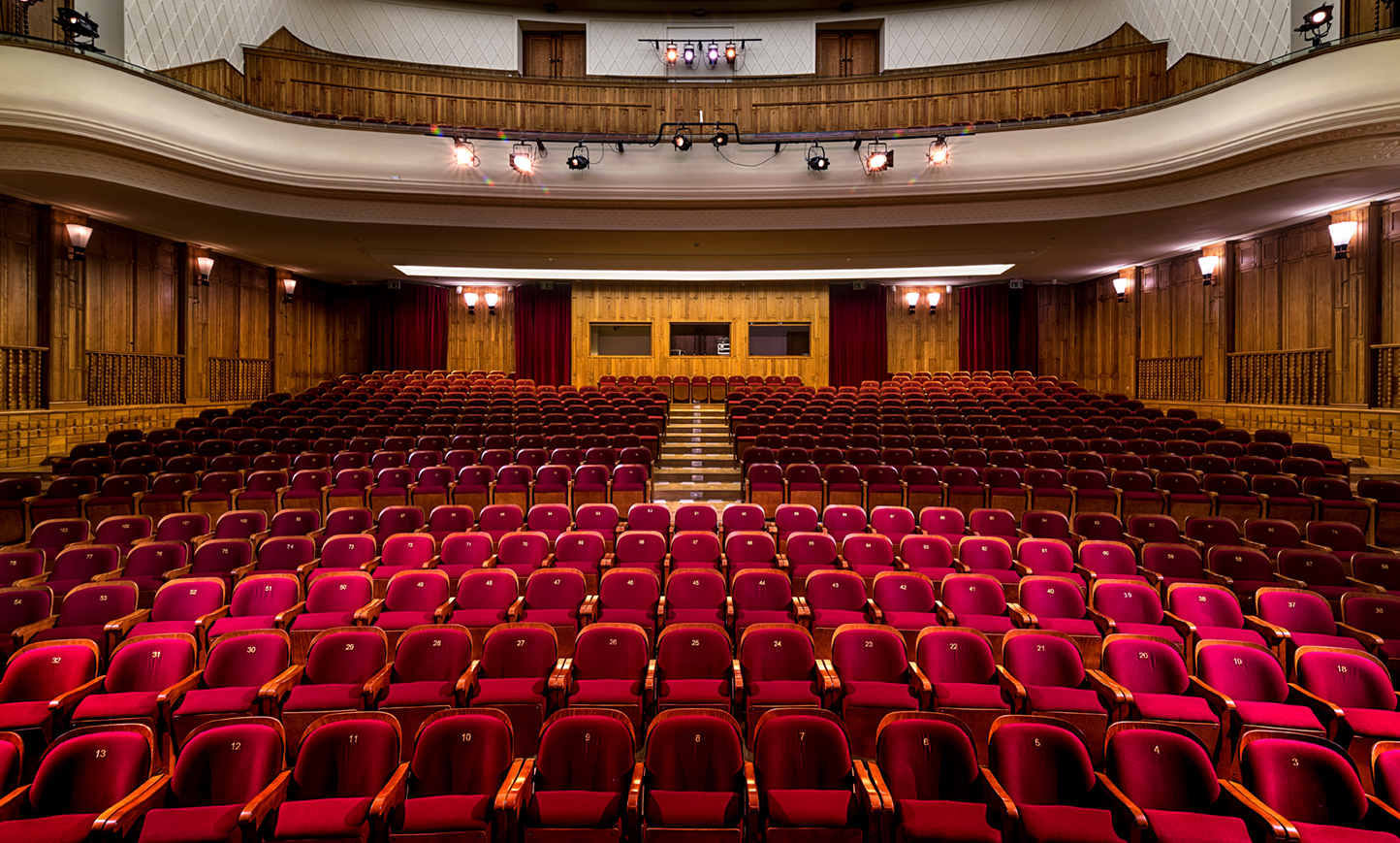
Pałac Kultury Zagłębia - Sala teatralna

- Uniwersytet Trzeciego Wieku (zajęcia w sekcjach zainteresowań, m.in.: zajęcia manualne i kulinaria, malarstwo i rysunek, zajęcia muzyczne, szachy, klub literacki; zajęcia ruchowe, m.in.: gimnastyka rekreacyjna, joga, gimnastyka chińska TAI CHI, zumba gold, taniec; kursy języka angielskiego oraz wykłady: ogólnospołeczne, z zakresu profilaktyki zdrowotnej, literatury, filozofii, historii sztuki, muzyki, turystyki, geografii, czy religioznawstwaPałac Kultury Zagłębia - Sala teatralna * Pracownia plastyczna PKZ (Objęta całorocznym patronatem Polskiego Komitetu Międzynarodowego Stowarzyszenia Wychowania przez Sztukę INSEA posiada szeroką ofertę edukacyjną. Jako jedna z nielicznych realizuje pełny wachlarz zajęć z edukacji plastycznej adresowanych do wszystkich grup wiekowych. Stwarza możliwość poszerzenia wiedzy i umiejętności w zakresie: malarstwa, rysunku, grafiki, rzeźby, ceramiki czy szkła artystycznego. Poza stałymi, cotygodniowymi zajęciami w pracowni odbywają się warsztaty edukacji twórczej „Ze Sztuką na TY”.)
- Galeria Sztuki PKZ (W ramach pracy galerii odbywają się również panele dyskusyjne, warsztaty, prelekcje, lekcje muzealne i działania edukacyjne.)
- Kino KADR (Działalność kinowa obejmuje również programy edukacyjne dla dzieci, młodzieży i osób dorosłych. Od 2011 r. realizowany jest Interdyscyplinarny Program Edukacji Medialnej „Kino Szkoła”. oparty na zajęciach z projekcją filmową i warsztatach medialnych. Ma na celu wykorzystanie filmu oraz nowych mediów w edukacji „ku wartościom”. W 2016 r. edukacja medialna rozszerzona została o program dla słuchaczy Uniwersytetu Trzeciego Wieku oraz seniorów. Kino cyklicznie organizuje „Projekcje pod chmurką”. czyli letnie kino plenerowe, które zrodziło się z potrzeby kontynuacji repertuaru w okresie wakacyjnym.)
- Amatorski Klub Filmowy „Zagłębie"
- Zespół Pieśni i Tańca PKZ „Gołowianie"
- Zespoły muzyczne
- PKZ Dom Kultury Ząbkowice
- Kluby Osiedlowe (5) i Świetlice Środowiskowe (11)
- Kawiarnia

### Kluby Osiedlowe

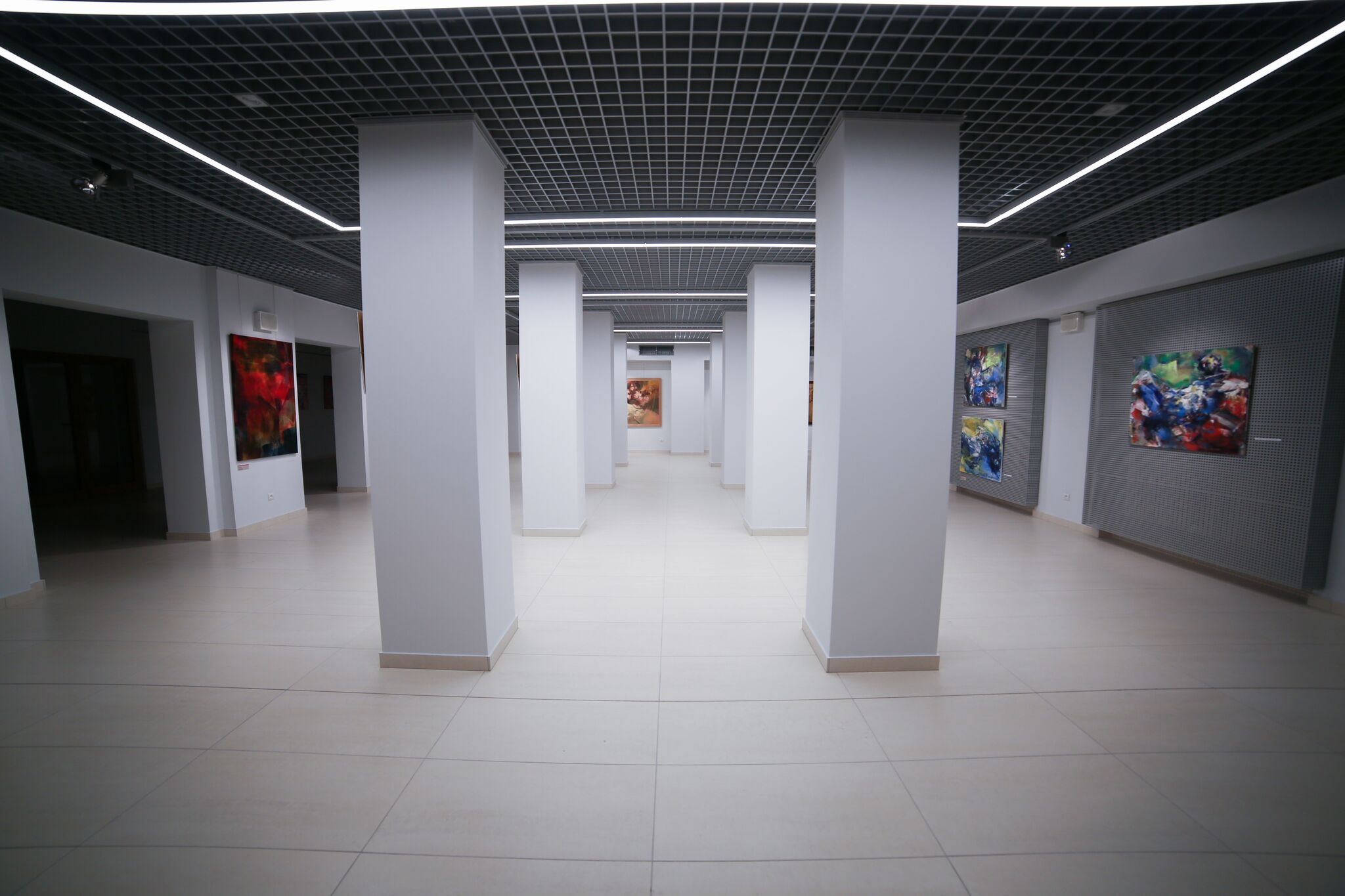
Pałac Kultury Zagłębia - Galeria Sztuki

Kluby Osiedlowe, zlokalizowane przy największych osiedlach mieszkaniowych miasta, prowadzą działalność edukcacyjno-kulturalną (m.in.: warsztaty: manualne, rytmiczne, plastyczne, muzyczne, taneczne) oraz rozrywkową (m.in.: koncerty, wieczorki poetyckie, wystawy, festyny) skierowaną do wszystkich grup wiekowych.
Pierwotnie Kluby Osiedlowy działały w Spółdzielni Mieszkaniowej „Lokator”. a od roku 2001 prowadzą działalność w strukturach Pałacu Kultury Zagłębia.
- Klub Osiedlowy HELIKON, ul. Wojska Polskiego 45
- Klub Osiedlowy KRĄG, ul. Ludowa 19 A
- Klub Osiedlowy UNIKAT, ul. Kasprzaka 46
- Klub Osiedlowy ZODIAK, ul. Tysiąclecia 10
- Klub Osiedlowy SENIOR, ul. Sobieskiego 3/31

### Świetlice Środowiskowe

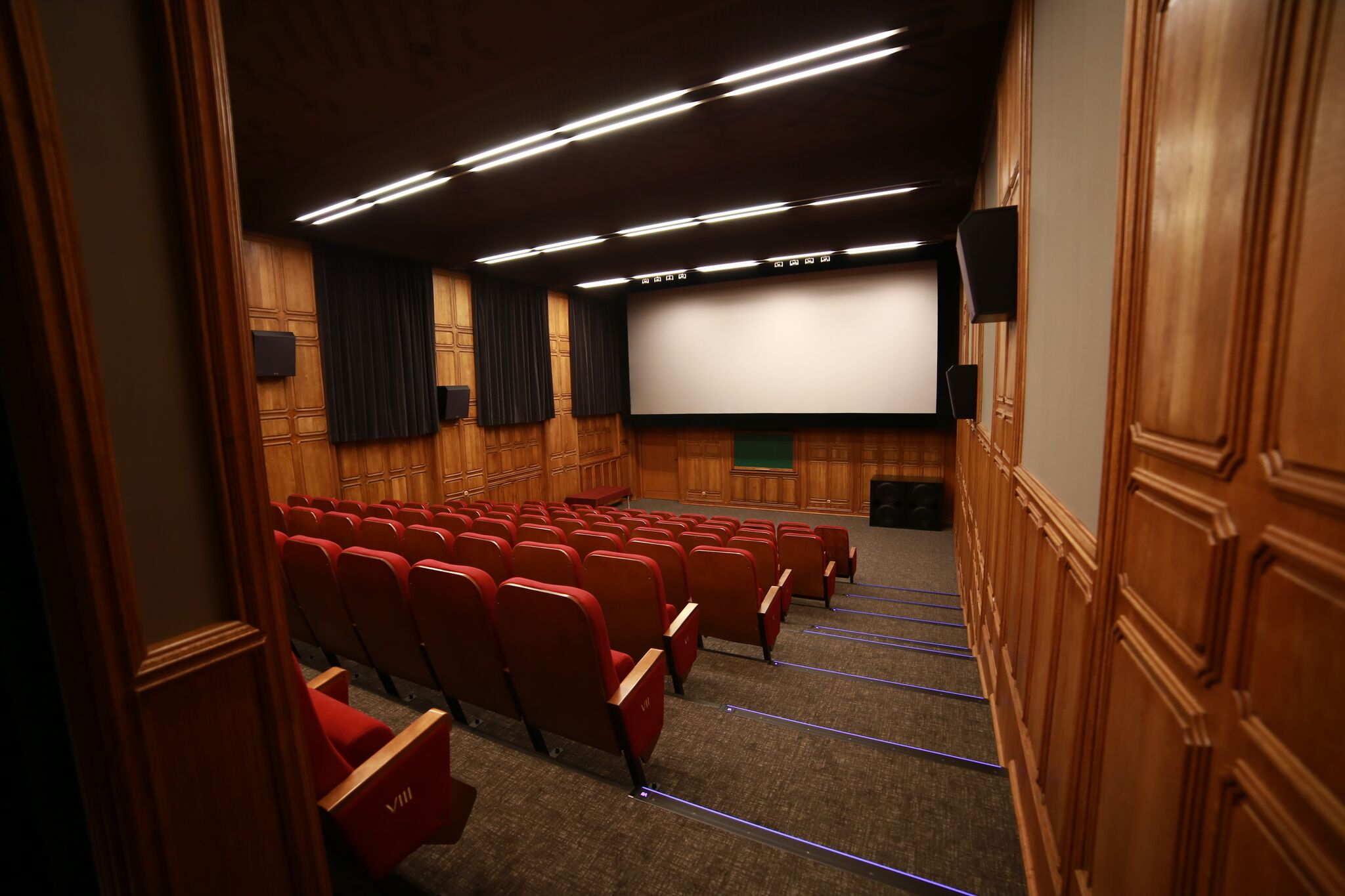
Pałac Kultury Zagłębia - Kino KADR

W strukturach Pałacu Kultury Zagłębia działa 11 Świetlic Środowiskowych usytuowanych na terenach zielonych miasta, organizujących zajęcia dla twórców, artystów i amatorów kultury w każdym wieku.

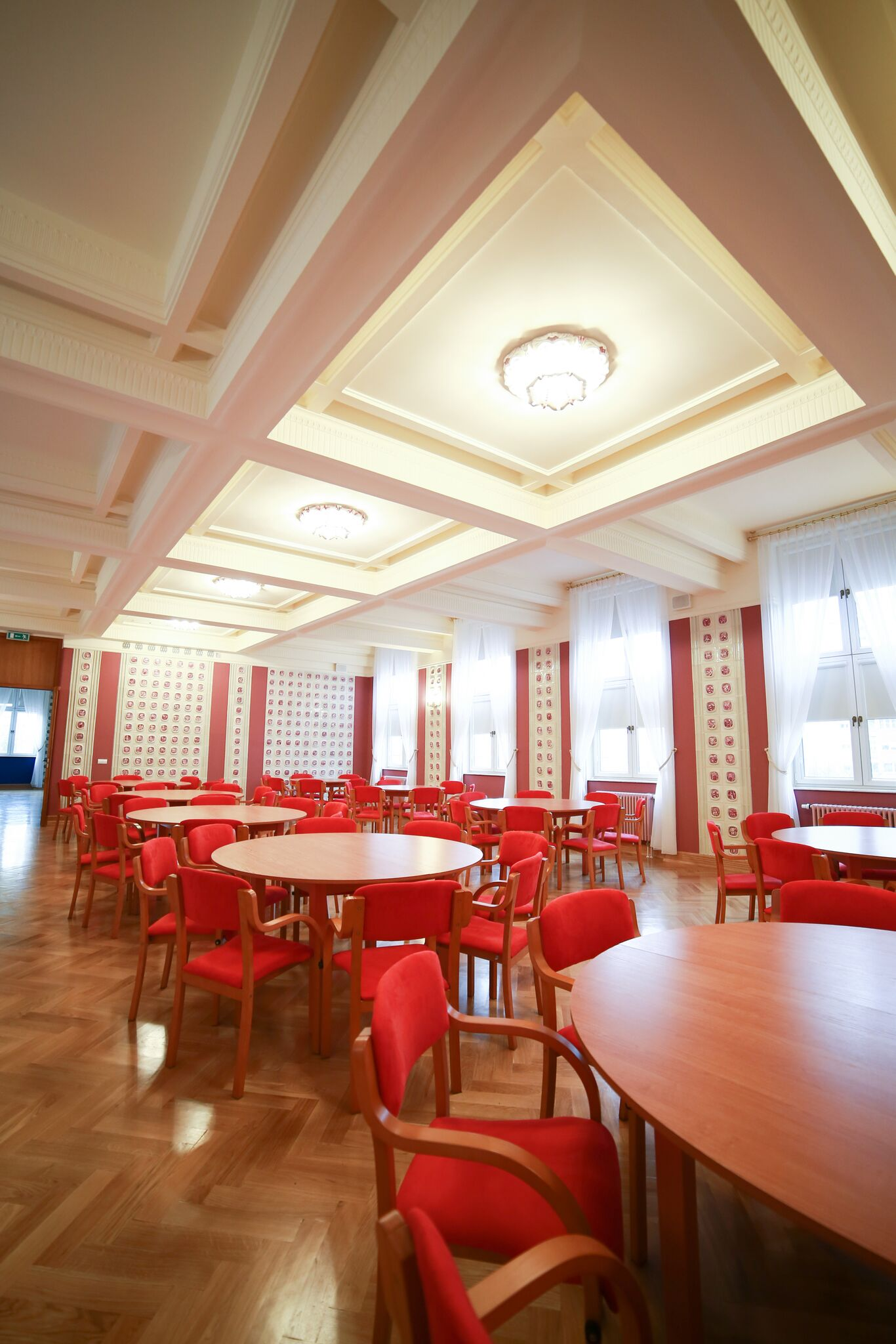
Pałac Kultury Zagłębia - Agora duża

- Świetlica Środowiskowa w Antoniowie, ul. Spacerowa 4
- Świetlica Środowiskowa w Błędowie, ul. Żołnierska 180
- Świetlica Środowiskowa w Kuźniczce Nowej, Kuźniczka Nowa 48
- Świetlica Środowiskowa w Łęce, ul. Przelotowa 185A
- Świetlica Środowiskowa w Łośniu, ul. Pocztowa 3
- Świetlica Środowiskowa w Okradzionowie, ul. Białej Przemszy 23
- Świetlica Środowiskowa w Rudach, ul. Rudy13a
- Świetlica Środowiskowa w Strzemieszycach Małych, ul. Główna 61
- Świetlica Środowiskowa w Tucznawie, ul. ks. Stanisława 1
- Pałac Kultury Zagłębia - Agora duża Świetlica Środowiskowa w Trzebiesławicach, ul. Uczniowska 24
- Świetlica Środowiskowa w Ujejscu, ul. Mieszka I 20

### PKZ Dom Kultury Ząbkowice
- Ząbkowice, ul. Chemiczna 2

PKZ Dom Kultury Ząbkowice jest placówką z bogatą historią. Z zachowanych dokumentów i kronik wynika, że działalność oświatowo-kulturalną finansowaną przez Zakłady Elektrochemiczne, która wcześniej miała miejsce w Domu Ludowym, prowadził od 1954 roku. Oficjalne otwarcie placówki miało miejsce w 1956 roku. Na mocy porozumienia Zakładów Elektrochemicznych, Huty Szkła Gospodarczego oraz Huty Szkła Okiennego w 1962 r. placówka otrzymała status Międzyzakładowego Domu Kultury. Od 19 września 1995 r. aktem notarialnym obiekt w całości został przekazany Gminie Dąbrowa Górnicza. 1 stycznia 1996  r. Dom Kultury został przyłączony do Dąbrowskiego Pałacu Kultury. Od 1 lipca 2005 r. działał samodzielnie. W 2008 r. został ponownie wcielony w struktury Pałacu Kultury Zagłębia.
PKZ Dom Kultury Ząbkowice prowadzi ożywioną działalność edukacyjno-kulturalną oraz rozrywkową. W ofercie placówki można znaleźć m.in. zajęcia plastyczne, muzyczne (gitara, keyboard, pianino, perkusja, emisja głosu), komputerowe, taneczne, czy szachowe.
W PKZ Domu Kultury Ząbkowice działają chóry: „GAUDIUM”. „IMO PECTORE”. Kapela Folklorystyczna „Komitywa"oraz zespoły muzyczno-wokalne: „STRIT” i „TABOO”.
Odbywają się spotkania Klubu Seniora. Organizowane są imprezy artystyczne, spektakle teatralne, koncerty, festyny, spotkania okolicznościowe oraz wystawy.

## Galeria

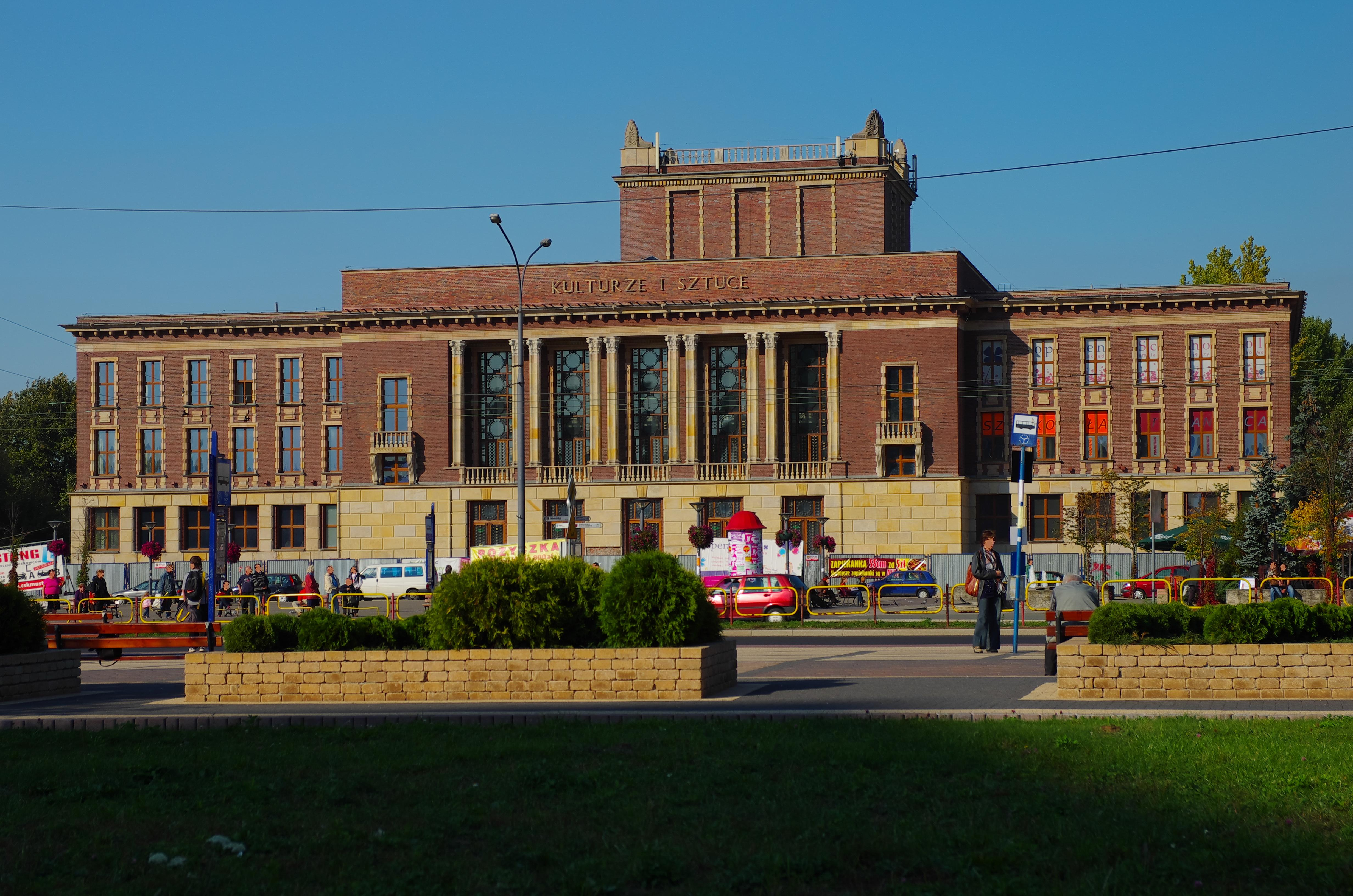
Pałac Kultury Zagłębia. Zdjęcie wykonane z Parku Hallera.
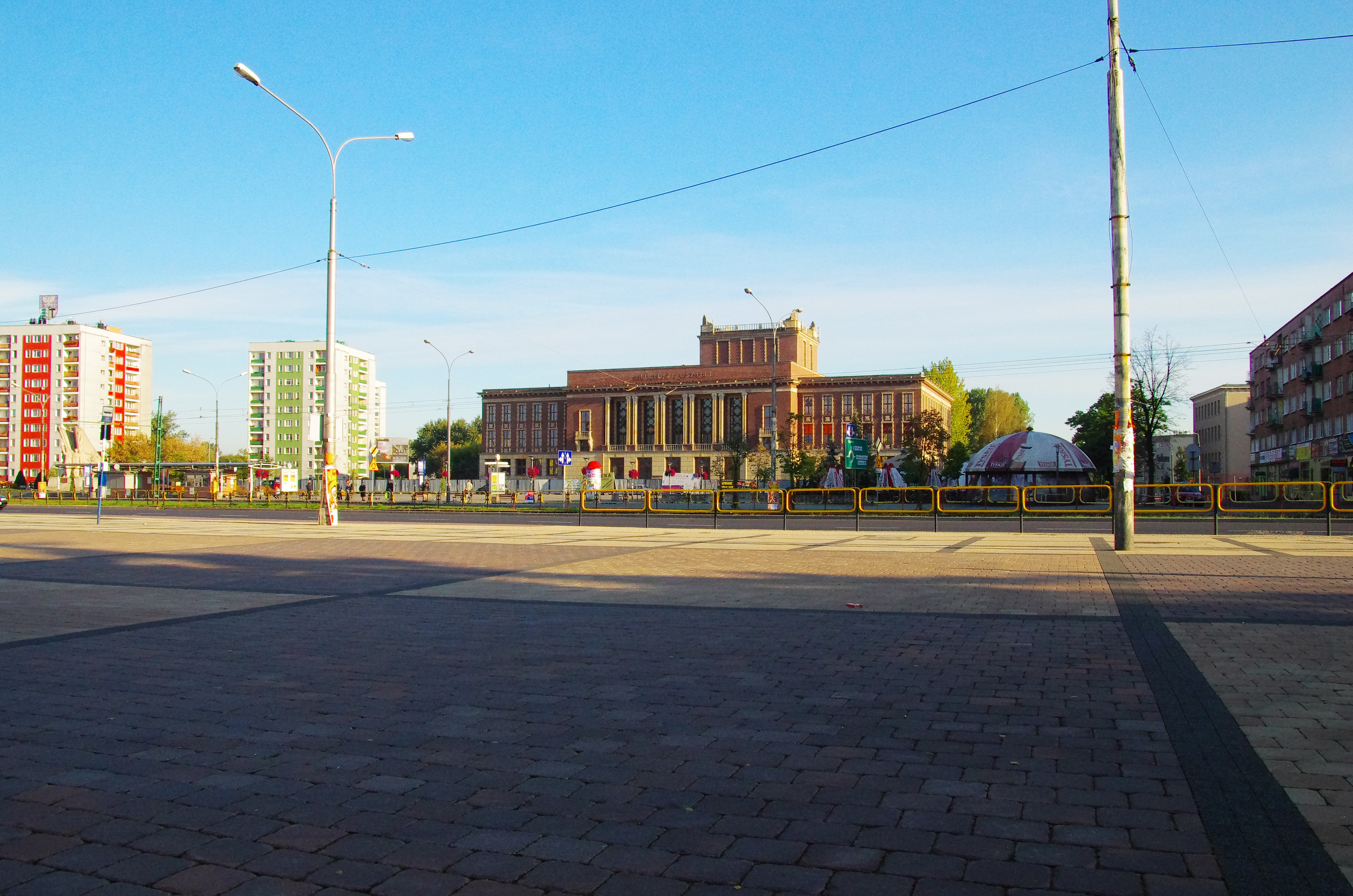
Pałac Kultury Zagłębia. Zdjęcie wykonane z Parku Hallera pokazujące również otoczenie budynku.
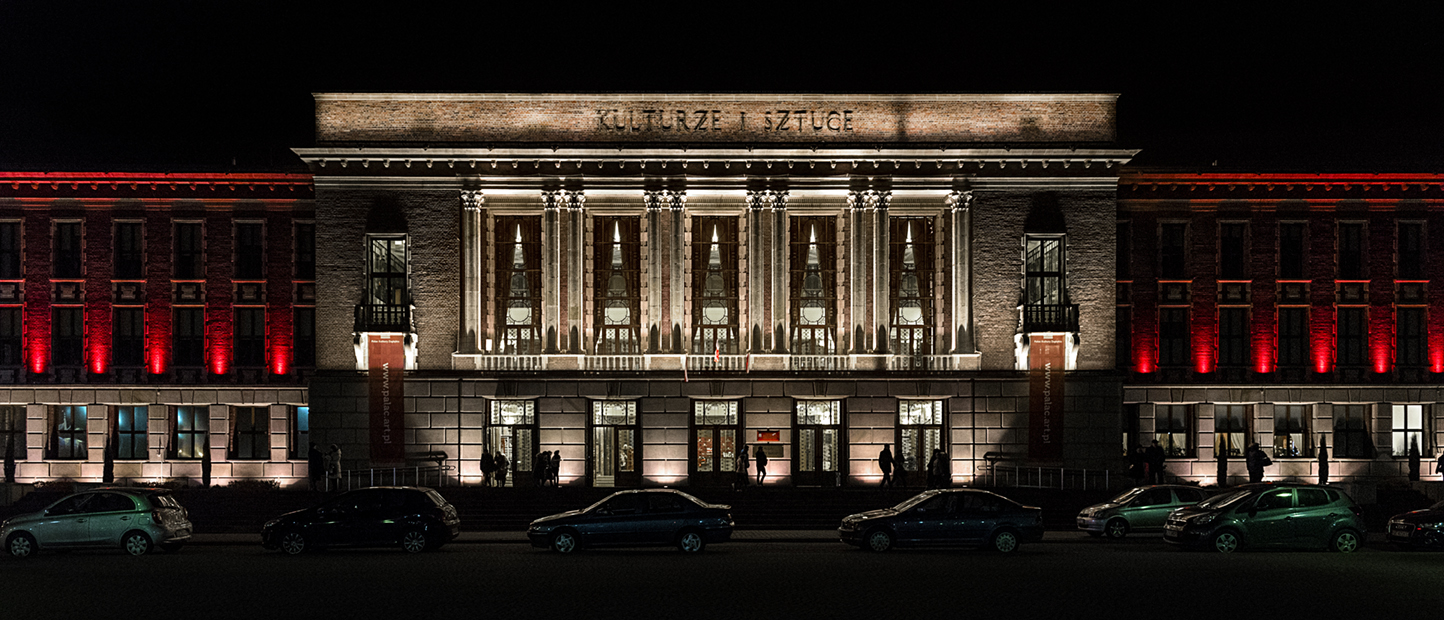
Pałac Kultury Zagłębia nocą
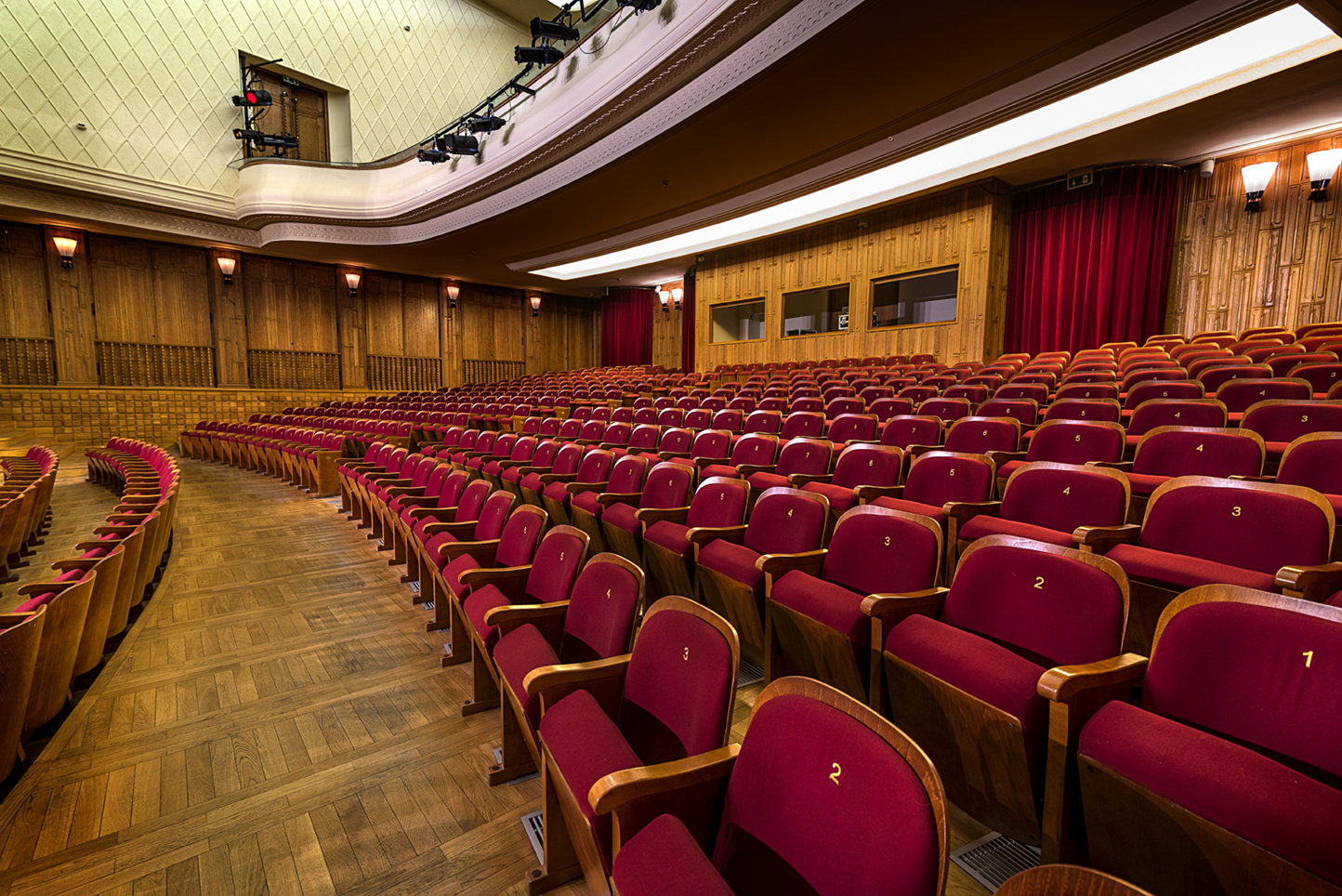
Pałac Kultury Zagłębia - Sala teatralna
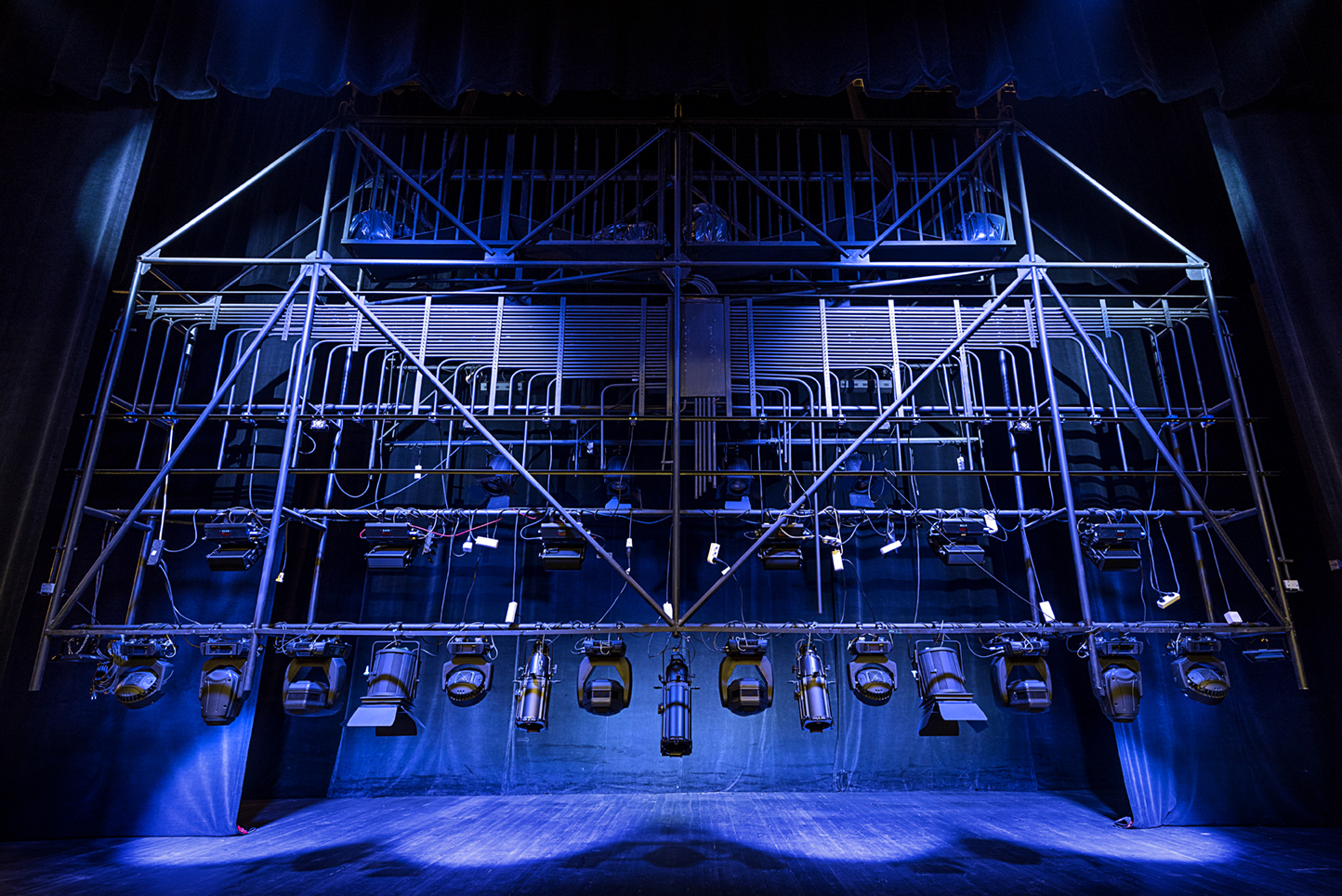
Pałac Kultury Zagłębia - Sala teatralna, scena, oświetlenie
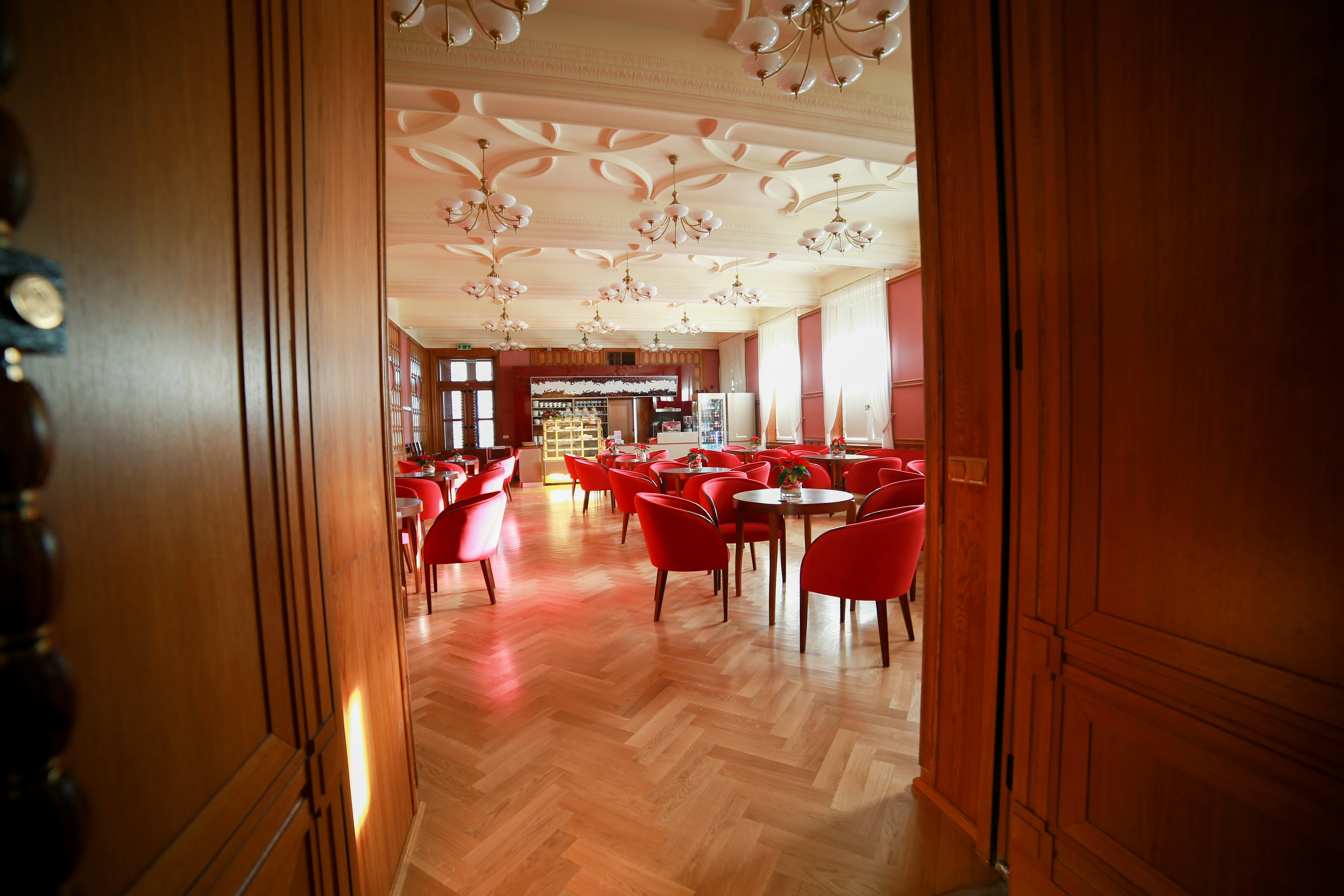
Pałac Kultury Zagłębia - Kawiarnia
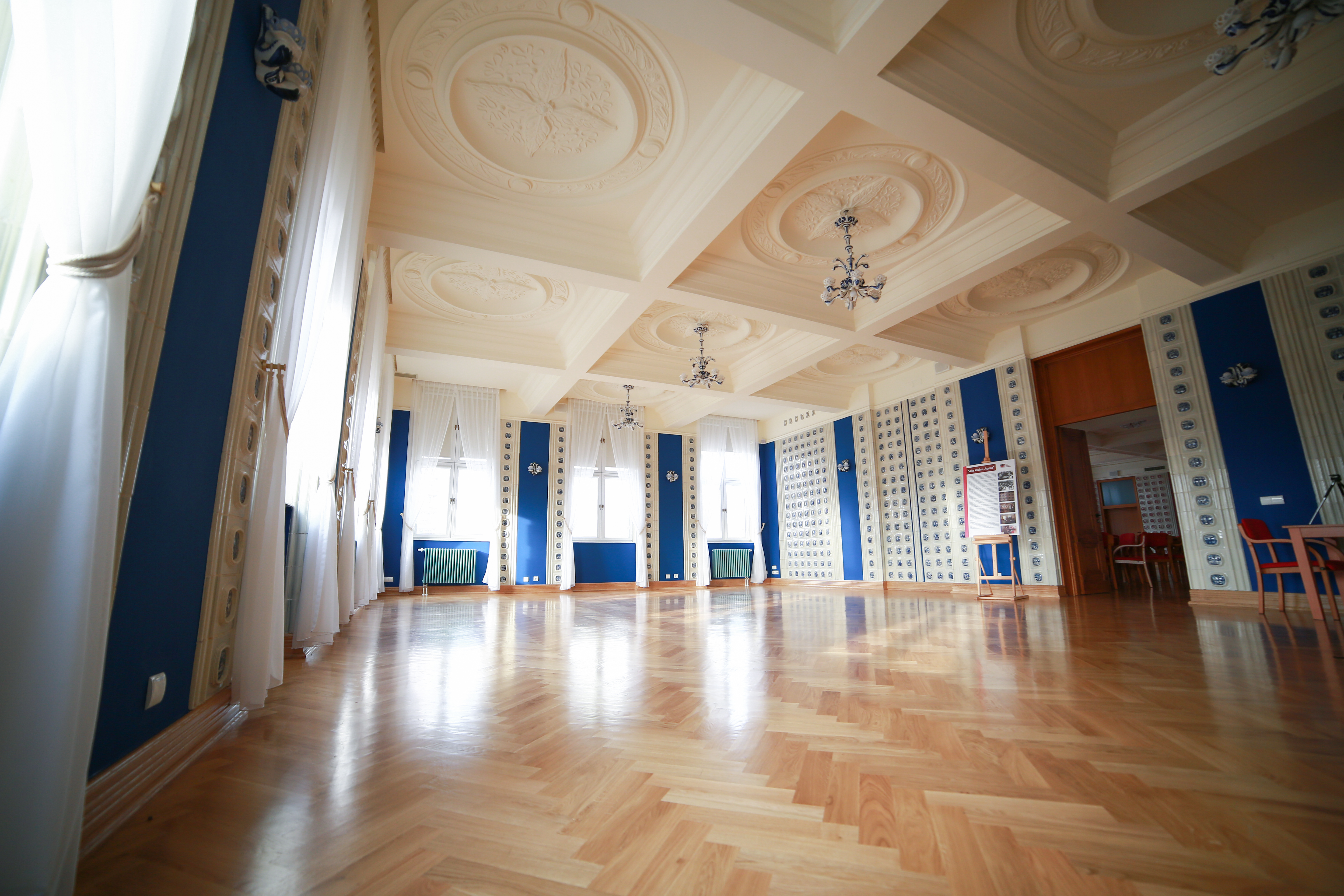
Pałac Kultury Zagłębia - Agora średnia
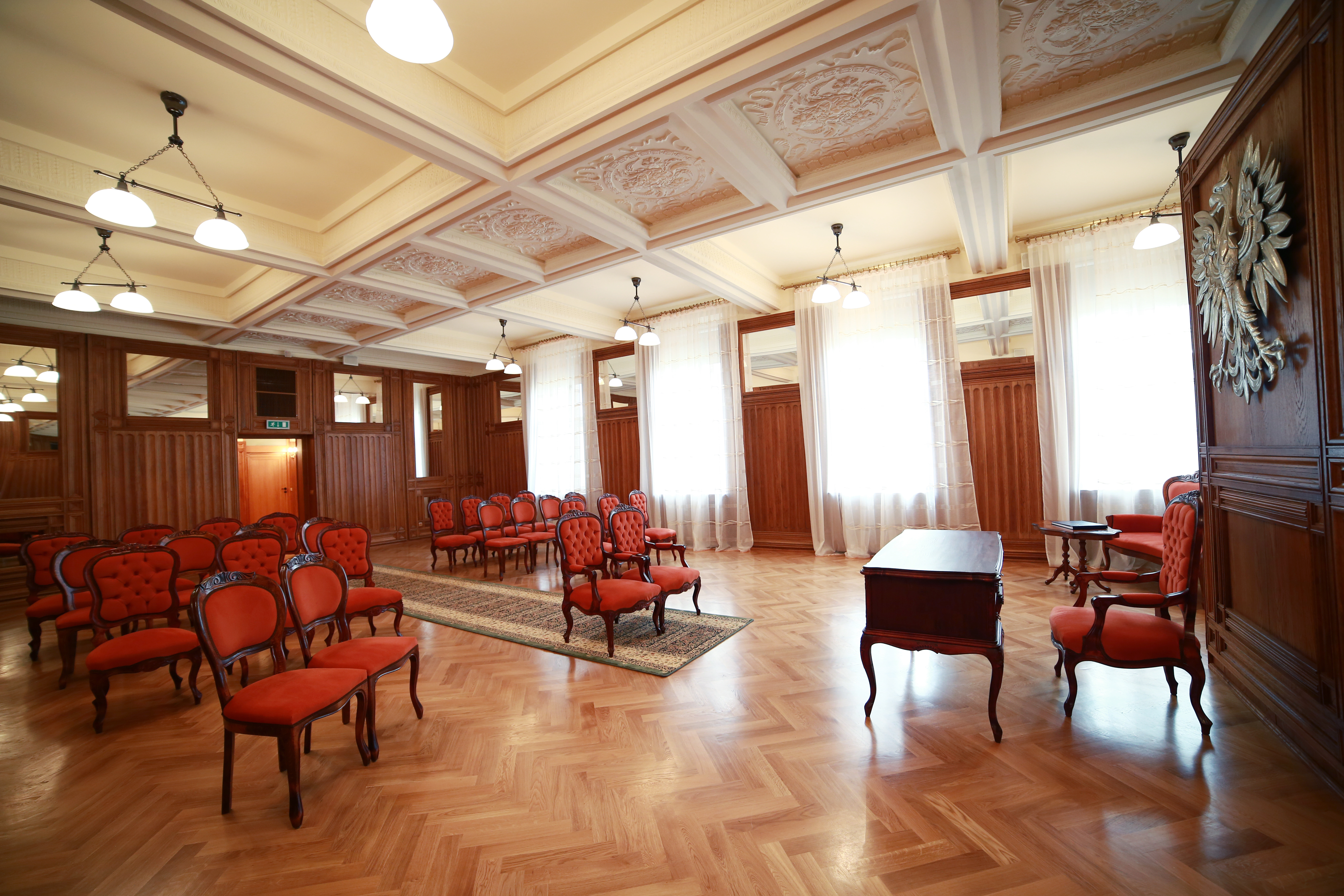
Pałac Kultury Zagłębia - Sala ślubów
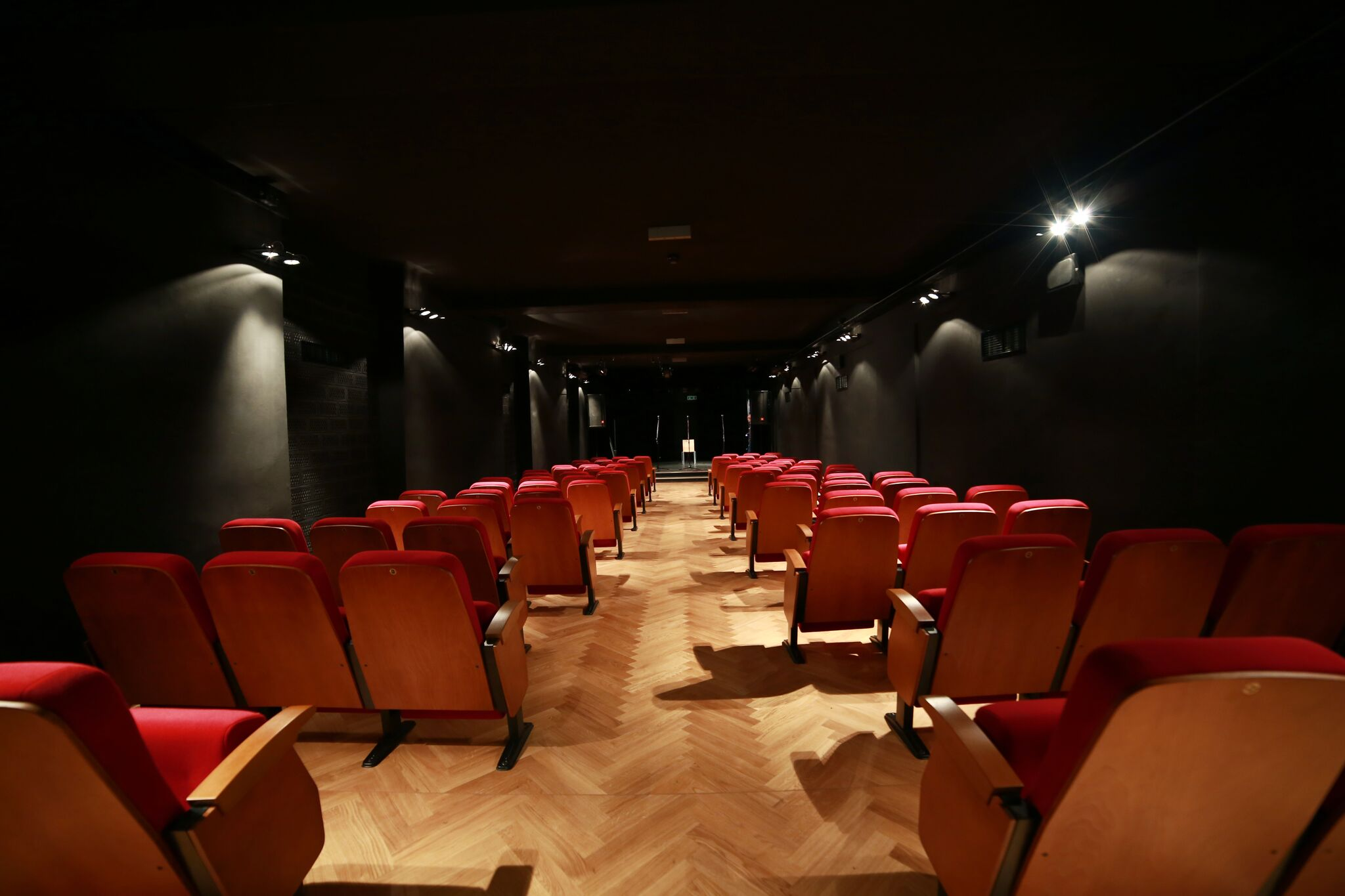
Pałac Kultury Zagłębia - Piwnica teatralna
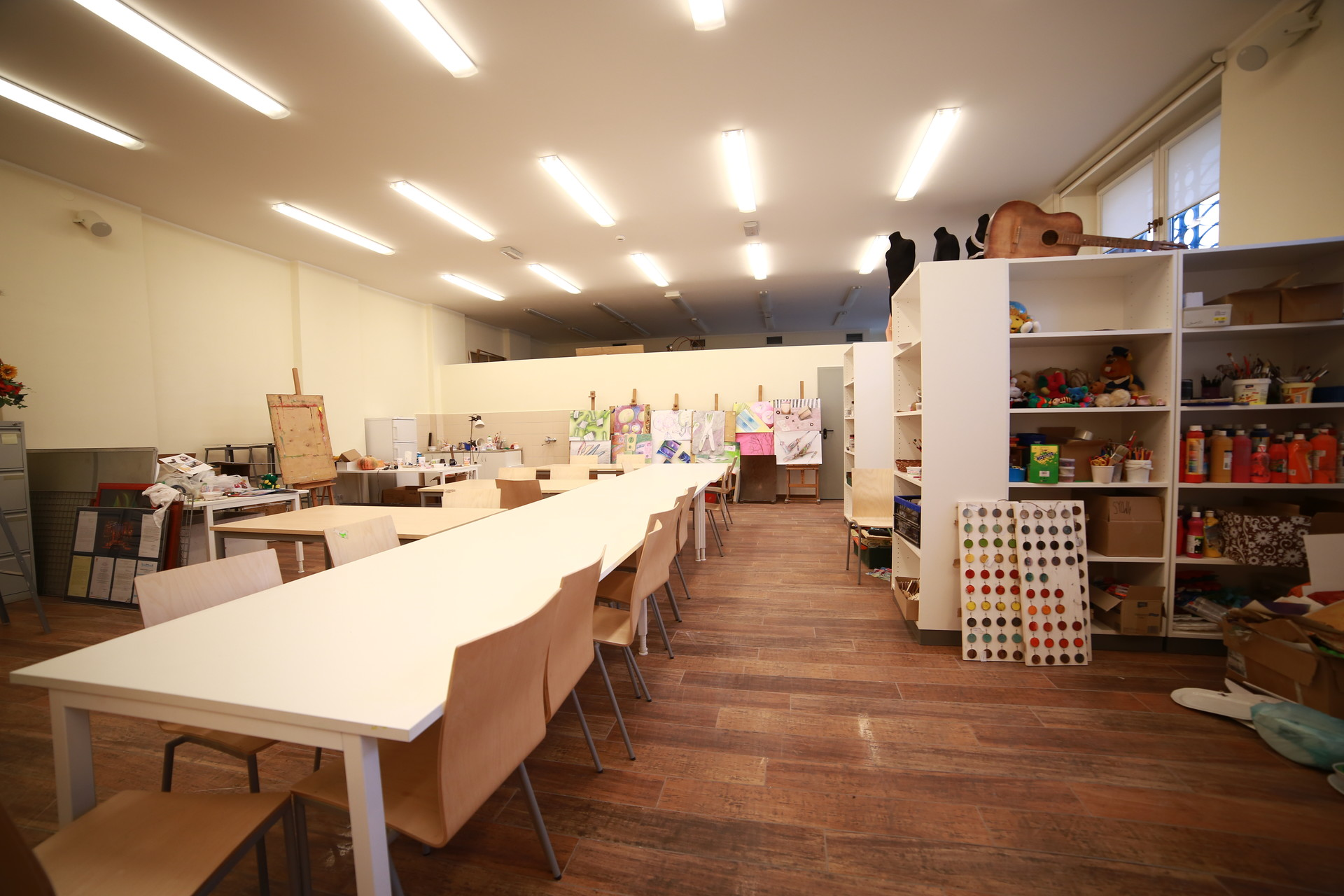
Pałac Kultury Zagłębia - Pracownia plastyczna
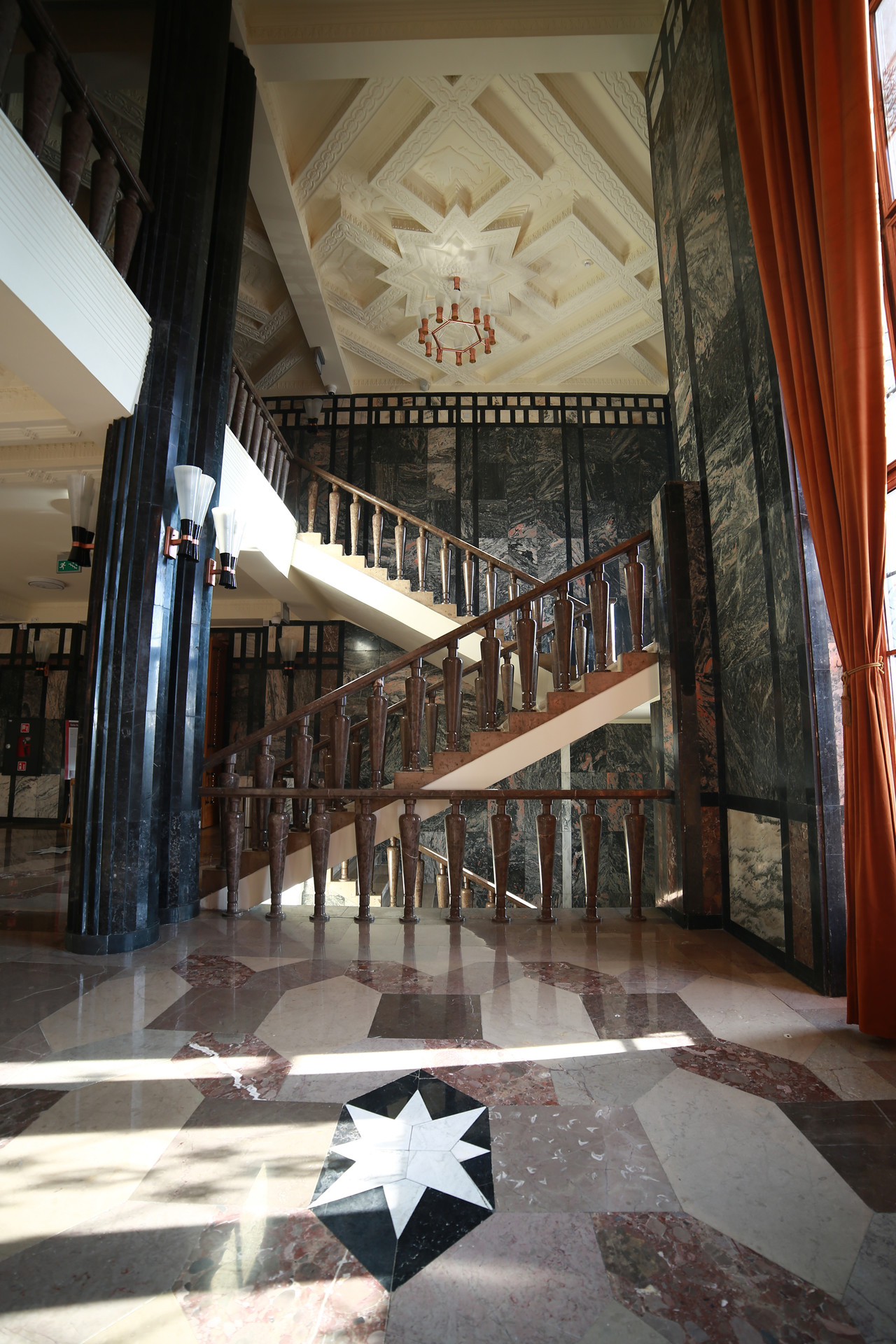
Pałac Kultury Zagłębia - hole
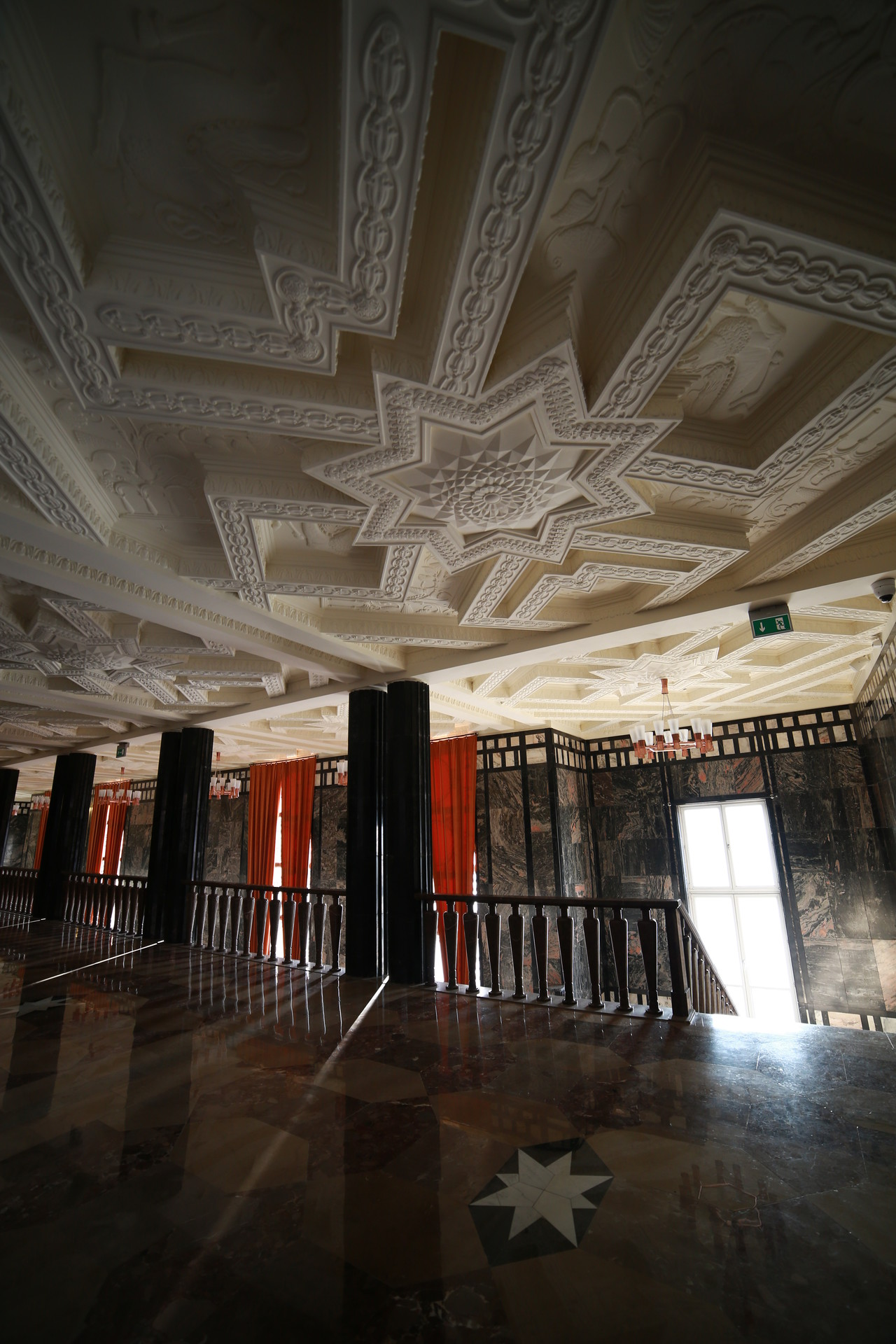
Pałac Kultury Zagłębia - hole